# 郑曦原
郑曦原（1963年5月—），男，四川资中人，中华人民共和国外交官，曾任中华人民共和国驻孟买总领事和中华人民共和国驻曼彻斯特总领事。

## 生平
郑曦原生于四川内江。其父郑时文就读西南军政大学时被征入中国人民志愿军第15军第29师参加抗美援朝战争，担任战勤工作员。郑时文1966年因伤退伍，退休前任四川省内江市市中区党校校长。郑曦原初、高中均就读于内江二中，1980年考入兰州大学化学系，1984年毕业。同年，以选调生身份到甘肃省康县工作。据郑曦原的回忆，他主动向上级请求在康县创办罐头厂，他的第一份工作是担任康县栗子鸡罐头厂厂长。之后，他还担任了岸门口镇副镇长。在康县工作三年后，他先后在甘肃省文化厅、国家物价局工作。
1992年底，郑曦原调入中华人民共和国外交部工作。曾读于外交学院。获北京大学国际关系学院法学硕士学位。2005年9月，参加美国杜克大学桑福德公共政策学院培训项目。先后在外交部条约法律司、驻纽约总领事馆、外交部外事管理司、外交部政策研究室任职。2006年，任中华人民共和国驻希腊大使馆政务参赞兼首席馆员。2011年，任外交部政策规划司参赞。2015年1月，出任中华人民共和国驻孟买总领事。2018年7月，出任中华人民共和国驻曼彻斯特总领事。2022年12月，自驻曼彻斯特总领事离任。

## 爭議
2022年10月16日英國夏令時間15:00左右，正值中共二十大在北京開幕，一群居英港人在中国驻曼彻斯特总领事馆外抗議，鄭曦原率領一群人從領館出來破壞條幅並取走畫有中共總書記習近平的畫像，引起在場集會人士不滿，雙方爆發衝突，一名示威者被拖入領事館範圍內毆打，之後由警員救出。事後郑曦原承認拽扯受害者頭髮，并稱這是他的“職責”，但否认打人。
英國警方原先欲對郑曦原以及其五名屬下進行警詢，但英方卻被告知鄭已被中國召回，而其餘五人也將離英或已返中。

## 作品
郑曦原著有《华夏文明的曙光：中国远古文化》，与以克合著《高位的危机：一个美国500强公司高层的奋斗亲历》，与李方惠合著《通向未来之路：与吉登斯对话》。他编辑出版了“《纽约时报》中国观察记”三部曲：《帝国的回忆：〈纽约时报〉晚清观察记》、《共和十年：〈纽约时报〉民初观察记》、《浴火重生：〈纽约时报〉中国抗战观察记》。此外，他协助其父郑时文校改了回忆录《穿过硝烟的军列：一个学生兵的朝鲜战场亲历记》。